# Joseph Rummel
Joseph Rummel (Wiesbaden, 6 d'octubre de 1818 - Londres, 25 de març de 1880) fou un pianista i compositor alemany. Era fill de Christian Franz germà de Josephine, i pare de Franz Rummel tots tres també músics.
Durant diversos anys fou pianista de la cort ducal de Nassau i després treballà pels editors Schott i Escudier, pels quals va fer més de 2.000 transcripcions d'obres musicals.
A més, va compondre nombroses peces per a piano i altres instruments.